# Ferula turcomanica
Ferula turcomanica là một loài thực vật có hoa trong họ Hoa tán. Loài này được (Schischk.) Pimenov mô tả khoa học đầu tiên năm 1981.